# Poppo I di Blankenburg
Poppo I di Blankenburg (attorno al 1095 – 1161 o 1164) discendeva probabilmente dal Reginbodoni ed era conte di Regenstein-Blankenburg im Harz.

## Biografia
Suo zio fu il vescovo di Halberstadt, Reinardo di Blankenburg, che probabilmente inizialmente gli spianò la strada.
Come feudatario del duca Lotario di Supplinburgo nell'Harzgau, esercitò i diritti comitali e in seguito fu anche feudatario di Enrico il Leone. Dal 1128 in poi è denominato comes. La sua contea, probabilmente creata da suo cognato Lotario di Supplinburgo, si trovava nell'Harzgau orientale tra Ilse e Bode. Lotario era anche imparentato in matrimonio con Burcardo I di Loccum.
Sposò Richenza di Boyneburg, figlia del conte Sigfrido III di Boyneburg.
Nel 1163, in qualità di cognato del conte Sigfrido IV di Boyneburg, morto nel 1144, rivendicò davanti a Enrico il Leone, con la mediazione della moglie Richenza, alcune pretese sull'abbazia di Northeim, che quest'ultimo non poté rifiutare.
Con i figli Sigfrido e Corrado, si formarono due linee dinastiche. Solo a metà del XIV secolo le linee della dinastia sorta con Poppo si riunirono.